# Les Amants du Pont-Neuf
Pour les articles homonymes, voir Les Amants.
Pour plus de détails, voir Fiche technique et Distribution.
Les Amants du Pont-Neuf est un film français de Leos Carax sorti en 1991.

## Synopsis
Alex (Denis Lavant) vit à Paris, sur le Pont-Neuf, auprès de Hans (Klaus Michael Grüber), son vieux compagnon, qui l'aide à trouver le sommeil. Leur vie « tranquille » est perturbée par l'arrivée de Michèle (Juliette Binoche). Michèle perd la vue, et Alex découvre l'amour. Ensemble, ils vivent, rient, boivent, dansent au rythme des orchestres parisiens et sous les lumières des commémorations du bicentenaire de la Révolution française.

## Fiche technique
- Titre : Les Amants du Pont-Neuf
- Réalisation : Leos Carax
- Scénario : Leos Carax

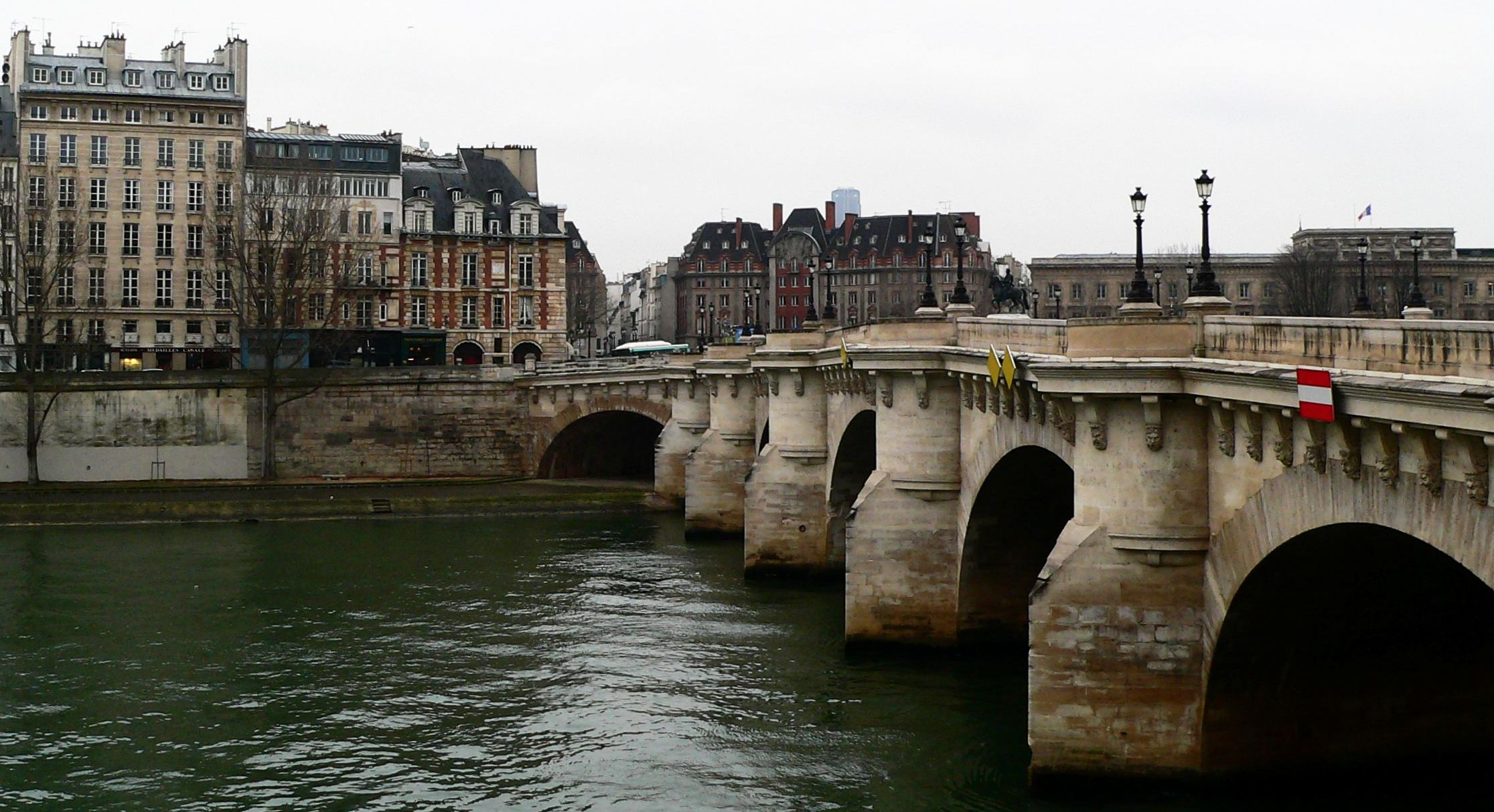
Les personnages se rencontrent sur le pont Neuf.

- Production : Christian Fechner, Alain Dahan et Pier Paolo Bertuzzi
- Photographie : Jean-Yves Escoffier
- Montage : Nelly Quettier
- Décors : Michel Vandestien et Thomas Peckre
  - Production déléguée : Bernard Artigues et Pier Paolo Bertuzzi
  - Production associée : Alain Dahan
  - Production exécutive : Albert Prévost et Hervé Truffaut
- Sociétés de production : Films A2, Gaumont International et Les Films Christian Fechner
- Genre : drame
- Durée : 125 minutes
- Date de sortie : 16 octobre 1991

## Distribution
- Juliette Binoche : Michèle Stalens
- Denis Lavant : Alex
- Klaus Michael Grüber : Hans
- Marie Trintignant : la voix
- Jean-Louis Airola : le colleur d'affiches
- Paulette et Roger Berthonnier : les mariniers
- Daniel Buain : l'ami clochard
- Georges Castorp : l'endormi
- Marc Desclozeaux, Pierre Pessemesse, Maître Bitoun et Johnny Aladama : les endormis
- Chrichan Larson  : Julien
- Marc Maurette : le juge
- Albert Prévost : le commissaire
- Édith Scob et Georges Aperghis : le couple en voiture
- Marion Stalens : Marion
- Michel Vandestien : le pompier

## Musique
- Arvo Pärt, Cantus Firmus in memoriam Benjamin Britten
- Fred Chichin, Les Amants (générique de fin)
- Iggy Pop, Strong Girl
- David Bowie, Time Will Crawl

## Distinctions

### Récompenses
- 1992 : European Film Award de la meilleure actrice pour Juliette Binoche
- 1992 : European Film Award de la meilleure image pour Jean-Yves Escoffier
- 1992 : European Film Award du meilleur montage pour Nelly Quettier
- 1994 : Sant Jordi de la meilleure actrice étrangère pour Juliette Binoche

### Nominations
- 1992 : César de la meilleure actrice pour Juliette Binoche
- 1992 : César des meilleurs décors pour Michel Vandestien
- 1993 : BAFTA du meilleur film non anglophone
- 2000 : Chicago Film Critics Association (CFCA) Award du meilleur film en langue étrangère

## Autour du film
Le tournage du film connaît de multiples avaries : 
- L'acteur principal (Denis Lavant) se blesse le pouce en réparant une semelle de chaussure, ce qui entraîne l'arrêt du tournage durant un mois (seules des scènes statiques seront filmées), Leos Carax, le réalisateur, dépasse les délais et le budget, un décor du pont doit être construit à Lansargues[1] près de Montpellier, etc. Néanmoins, après avoir reçu le financement de trois producteurs successifs, l'apport final de Christian Fechner permet au film de sortir en octobre 1991. Il reçoit un accueil critique mitigé, à la fois encensé par la presse dite « sérieuse » et dénigré par la presse « grand public ».
- Le journaliste Marc Esposito écrit un article dans lequel il reproche au réalisateur son sadisme à l'encontre de Juliette Binoche, qui avait partagé sa vie quelques années auparavant[2].
- Quant à l'acteur Gérard Depardieu, il a violemment dénigré le film et l'actrice, et reste aujourd'hui encore sur sa position[3]. Toutefois, Depardieu et Binoche se sont réconciliés depuis et ont tourné un film ensemble[4].